# Ave (časopis)
Ave je bio hrvatski emigrantski list.
U impresumu je stajao da je "list za vjerski život Hrvata u tudjini". 
Izlazio je od 1947. u Fermu i Buenos Airesu. 
O radu lista Ave je često pisao Vinko Nikolić u Hrvatskoj reviji.

## Urednici
- vlč. Viktor P. Vincens

## Vanjske poveznice
- Bibliografija Hrvatske revije  Arhivirana inačica izvorne stranice od 20. lipnja 2006. (Wayback Machine) Franjo Hijacint Eterović: Trideset godina hrvatskog iseljeničkog tiska 1945-1975.
- Bibliografija Hrvatske revije[neaktivna poveznica] Josip Borošak: Svećenik Viktor Vincens : in memoriam.
- Bibliografija Hrvatske revije[neaktivna poveznica] Vinko Nikolić: Ave ― list za vjerski život Hrvata u tudjini, urednik: vlč. Viktor Vincens